# Baronia d'Erill
La Baronia d'Erill, del segle XI, juntament amb les baronies d'Abella, Bellera i Orcau, era una de les baronies primigènies de l'actual Pallars Jussà. Tenia, però, part de les seves possessions -precisament les originàries- a l'actual comarca de l'Alta Ribagorça.

## Territori
Les possessions de la baronia d'Erill s'estengueren en un primer moment, des de l'Alta Ribagorça, comarca originària, cap al Pallars Jussà en una primera fase d'expansió i cap a altres terres més meridionals (Segarra, sobretot) en una segona fase.
Del nucli originari d'Erillcastell s'estengueren cap a la Vall de Boí (Esperan, Erill la Vall, etcètera), i aviat apareixen lligats als barons d'Erill llocs com Aulàs i la Torre de Tamúrcia, a l'antic terme d'Espluga de Serra, actualment del terme de Tremp, Avellanos, Benés, Buira, Castellgermà, Manyanet, el Mesull, Sas i Sentís, a l'actual terme de Sarroca de Bellera i Burguet, Cérvoles i Naens, a l'actual terme de Senterada, Aiguabella, Cabdella, Espui i la Torre de Cabdella, del de la Torre de Cabdella, Adons i Viu de Llevata, del terme actual del Pont de Suert (antic terme de Viu de Llevata), Espills, de l'antic terme de Sapeira, etcètera.

## Història

### Edat mitjana
En un principi, la baronia d'Erill comprenia tota la part superior de la Vall de Boí, i foren els impulsors de la construcció del magnífic esplet d'esglésies romàniques que omple aquella vall, declarades patrimoni de la humanitat. Era, per tant, en un origen, una baronia de l'Alta Ribagorça. Ràpidament, però, a través d'Erillcastell, la baronia s'estengué cap a llevant: Viu de Llevata, Manyanet i la Vall Fosca. També cap al sud, per la riba esquerra de la Noguera Ribagorçana, ajuntant a la seva la baronia d'Espills. Protegiren i reconstruïren el monestir de Lavaix (actualment a la cua del Pantà d'Escales, anegat per les seves aigües quan el pantà està ple), que fou convertit el 1233 en monestir cistercenc, i esdevingué panteó familiar de la família, pel bisbe de Lleida Berenguer d'Erill.
El castell està datat el 1024 i va ser donat als Erill l'any 1040. El primer membre conegut documentat va ser Ramon I d'Erill l'any 1077, sotmès als comtes de Pallars. Just en aquesta època, la baronia d'Erill fou objecte d'un intercanvi de territoris entre els comtes de Pallars Sobirà i els de Pallars Jussà, i ja va quedar per sempre més lligada al Pallars Jussà.
Possiblement a causa de rivalitats senyorials, aviat els Erill es decantaren cap al servei dels reis d'Aragó; així, a finals del segle xi, Ramon Berenguer IV, com a regent d'Aragó, dona la vila de Saidí als Erill. A partir d'aquest moment els barons d'Erill mantenen una actitud a cavall entre Catalunya i Aragó: participen en la conquesta de Fraga, Almenar i altres llocs del Segrià i de la Franja de Ponent, i estenen vincles familiars amb importants famílies catalanes i aragoneses.
Alhora, van anar augmentant de poder polític, fins al punt que Jaume I va tenir entre els seus principals consellers Berenguer d'Erill, que fou bisbe de Lleida entre 1205 i 1236.

### Edats moderna i contemporània
El 1599 els Barons d'Erill, ja considerats vescomtes de Pallars, esdevingueren Comtes d'Erill, als quals el 1708 l'Arxiduc Carles concedí el reconeixement de Grandes de España. Malgrat ser un títol concedit per Carles d'Àustria, al cap d'uns anys foren reconeguts pel rei borbó aquests dos títols.
Els Erill, que ja no ho eren de cognom, però sí de títol, conservaren bona part dels seus dominis fins a la caiguda de l'Antic règim.
El posseïdor actual del títol de Comte d'Erill és Don Alberto Álvarez de Toledo y Mencos.